# 산울림 11집
《산울림 11집》은 대한민국의 록 밴드 산울림의 열한 번째 정규 음반으로, 1986년 9월 10일, 대성음반을 통해 발매되었다. 이 음반은 산울림이 3년간의 공백기를 마치고 발표한 작품으로, 김창완의 어쿠스틱 포크 감성과 동요에서 비롯된 멜로디, 그리고 전작에서 보여준 서정성을 결합하여 독특한 분위기를 자아낸다. 특히 키보드와 신시사이저를 중심으로 한 차갑고 무거운 사운드가 특징이다.
이 음반의 대표곡으로는 타이틀곡 〈그대 떠나는 날 비가 오는가?〉와 〈안녕〉, 〈내가 고백을 하면 깜짝 놀랄 거야〉 등이 있으며, 특히 〈내가 고백을 하면 깜짝 놀랄 거야〉는 1980년대 뉴 웨이브와 신스팝의 영향을 받은 실험적인 곡으로 주목받았다.

## 배경
산울림은 1977년 데뷔 이후 1984년까지 10장의 정규 음반과 여러 동요 음반을 발표하며 활발한 활동을 이어갔다. 그러나 《산울림 10집》 이후 2년간의 공백기를 가졌으며, 이 기간 동안 김창완은 TV 드라마 베스트셀러극장의 음악 작업 등 프로듀서로서의 활동에 집중하였다. 이러한 활동으로 인해 산울림의 이름은 한동안 대중의 시야에서 멀어졌다.
1986년 발표된 11집은 이러한 공백기를 마치고 선보인 작품으로, 이전과는 다른 음악적 방향성을 보여준다. 특히 이 음반은 김창완 혼자서 완성한 작품으로, 이전의 삼형제가 함께한 음반들과는 차별화된다. 음반의 A면은 내성적인 감성을, B면은 동요 작업의 연장선상에서 어린이와 함께한 곡들을 수록하여 명암이 대조를 이루고 있다.
이 음반의 수록곡 〈내가 고백을 하면 깜짝 놀랄 거야〉는 이후 여러 아티스트에 의해 리메이크되었으며, 특히 가수 알리는 이 곡을 록과 피아노 두 가지 버전으로 재해석하여 헌정 음반 《REBORN 산울림》에 수록하였다.

## 리마스터 및 재발매
2024년 1월 23일, 뮤직버스와 에꼴 드 고래 레이블을 통해 180g 블랙 바이닐로 리마스터링된 한정판 LP가 2,000장 넘버링되어 발매되었다. 이 리마스터 버전은 원본의 감성을 유지하면서도 현대적인 사운드로 재해석되었다.

## 평가
《산울림 11집》은 산울림의 후기 음반 중에서도 높은 평가를 받으며, 김창완의 독특한 감성과 실험성이 돋보이는 작품으로 꼽힌다. 특히 〈그대 떠나는 날 비가 오는가?〉와 〈안녕〉은 산울림의 대표곡으로 자리매김하였다.

## 곡 목록
| #  | 제목                            | 작사   | 작곡   | 재생 시간 |
| -- | ------------------------------- | ------ | ------ | --------- |
| 1. | 〈슬픈 장난감〉                 | 김창완 | 김창완 | 3:25      |
| 2. | 〈비의 마음〉                   | 김창완 | 김창완 | 3:13      |
| 3. | 〈그대 떠나는 날 비가 오는가?〉 | 김창완 | 김창완 | 3:42      |
| 4. | 〈언제나 낯선 길〉              | 김창완 | 김창완 | 3:43      |
| 5. | 〈순아의 노래〉                 | 김창완 | 김창완 | 3:18      |
| 6. | 〈안녕〉                        | 김창완 | 김창완 | 4:35      |

| #   | 제목                               | 작사   | 작곡   | 재생 시간 |
| --- | ---------------------------------- | ------ | ------ | --------- |
| 7.  | 〈내가 고백을 하면 깜짝 놀랄거야〉 | 김창완 | 김창완 | 3:34      |
| 8.  | 〈도시에 비가 내리면〉             | 김창완 | 김창완 | 4:39      |
| 9.  | 〈귀여운 소녀〉                    | 김창완 | 김창완 | 4:58      |
| 10. | 〈가지 마〉                        | 김창완 | 김창완 | 4:15      |
| 11. | 〈옷 젖는 건 괜찮아〉              | 김창훈 | 김창훈 | 3:09      |